# Haim Hillel Ben-Sasson
Pour les articles homonymes, voir Sasson.
Haim Hillel Ben-Sasson, né le 15 février 1914 à Valojyn et mort le 16 mai 1977 à Jérusalem, est un historien israélien, spécialiste du judaïsme et de l'histoire du peuple juif. Il est notamment le directeur d'ouvrage de A History of the Jewish People (1969), « somme » considérée comme une référence et régulièrement rééditée.
À partir de 1949, il a enseigné l'histoire à l'université hébraïque de Jérusalem.
Il est enterré au cimetière juif du mont des Oliviers à Jérusalem.

## Publications
- A History of the Jewish People (dir.), Harvard University Press,  (ISBN 0-674-39730-4) ; Orion Publishing Group, Limited,  (ISBN 0-297-77070-5)
- Jewish Society through the Ages (avec Samuel Ettinger), Schocken Books,  (ISBN 0-805-23391-1) ; UNESCO, Vallentine, Mitchell,  (ISBN 0-853-03141-X)
- Trial and Achievement: Currents in Jewish History (from 313), Keter Pub. House,  (ISBN 0-706-51420-3)